# Zannone
Zannone es una isla en el mar Tirreno, frente a la costa oeste de Italia, que es parte de las Islas Pontine. Pertenece administrativamente a la comuna de Ponza. Toda la isla es de aproximadamente 1 kilómetro cuadrado y se localiza a unos 10 kilómetros de la isla de Ponza.
Es parte del parque nacional del Circeo debido a su belleza natural y biodiversidad. Está cubierta de bosques de robles y encinas, y ha conservado su cubierta vegetal original (Maquia). En 1922, ha sido “introducido” el muflón.

La isla está deshabitada, pero esta supervisada por el Servicio Forestal, que mantiene una estación pequeña de exhibición en la cima del Monte Pellegrino, el punto más alto de la isla. También hay ruinas de un convento benedictino que data del siglo XIII.